# NTT 콤웨어

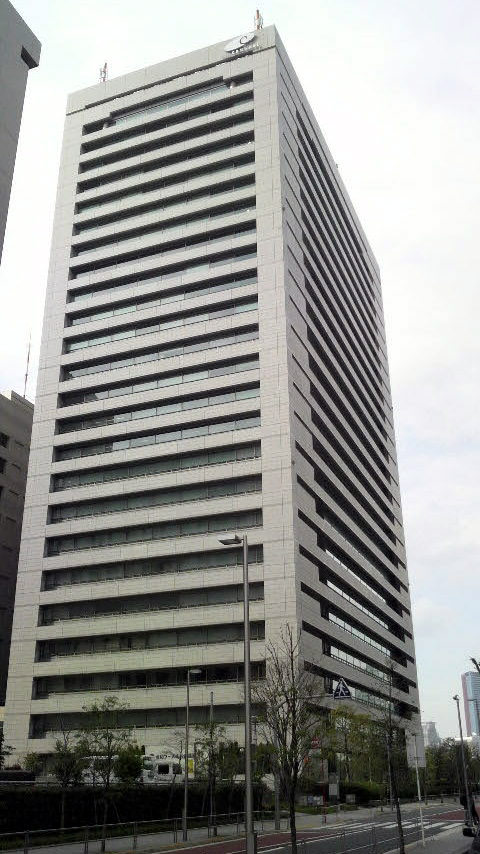
일본 도쿄시의 NTT 콤웨어 본사

주식회사 NTT 콤웨어(일본어: 株式会社エヌ・ティ・ティ・コムウェア, NTT Comware Corporation)는 주로 NTT 그룹 서비스를 제공하는 시스템 통합(SI) 기업이다. 구 NTT의 IT 서비스 부문으로 시작했으며 1997년 NTT 전체 소유 자회사로 통합되었다.

## 개요
NTT 콤웨어사는 주로 NTT 그룹 서비스를 제공하는 시스템 통합 기업이다. 1985년 구 NTT의 IT 서비스 부문으로 시작됐으며 1997년 NTT 전체 소유의 자회사로 통합되었다.
NTT 그룹 기업들 가운데 NTT 콤웨어는 그룹 기업들에 대한 IT 서비스에 초점을 두고 있는 반면, NTT 데이터는 주로 NTT가 아닌 그룹 기업들에 서비스를 제공하지만, NTT 콤웨어는 최근 그룹 외의 업무도 관여하기 시작했다.

## 자회사
- NTT 콤웨어 홋카이도
- NTT 콤웨어 동일본
- NTT 콤웨어 토카이
- NTT 콤웨어 서일본
- NTT 콤웨어 규슈
- NTT 콤웨어 빌링 솔루션
- NTT 인터넷

## 같이 보기
NTT 및 그룹 회사들:
- NTT 커뮤니케이션스 (NTT 아메리카, NTT 유럽 등)
- NTT 콤웨어
- NTT 데이터
- NTT 도코모